# Potamophylax carpathicus
Potamophylax carpathicus là một loài Trichoptera trong họ Limnephilidae. Chúng phân bố ở miền Cổ bắc.